# Historia de Cartagena (España)

Hispania según la división provincial romana de 27 a. C.

Hispania tras la división provincial de Diocleciano.

Hispania bizantina.

La historia de Cartagena es la historia de un asentamiento conectado al mundo a través de su puerto, una verdadera encrucijada de civilizaciones que la convierten en una de las ciudades más antiguas de Europa. 

## Orígenes

### Leyendas fundacionales
Según diversos autores latinos, tales como Silio Itálico, Marco Juniano Justino, Estrabón o Pompeyo Trogo, Teucro fue el fundador de la actual ciudad de Cartagena sobre el 1184 a. C. (tras ser desterrado por su padre), con el nombre de Tucria. Según otros autores, puede que Teucro arribara a las actuales costas cartageneras, pero que la ciudad ya estuviese fundada con anterioridad por decisión del legendario rey Testa (sobre el 1412 a. C.) con el nombre de Contesta.
A continuación se muestra un fragmento del discurso dado por Francisco Cáscales en el año 1597, escrito en Español medio castellano antiguo y que hace también referencia a esta antigüedad:

Tres Cartagos ha habido, una en África, que destruyeron los Romanos, y dos en España. La primera fue fundada por Amílcar encima de Tortosa a la Tramontana y después los Españoles la nombraron la vieja, a diferencia de la postrera, que se decía Cartago la nueva o Espartaria por los Latinos. Esta, nuestra Cartago la nueva, fue edificada por Asdrúbal Gobernador y Capitán general de los Africanos Cartagineses, año de doscientos y veinticinco ante el nacimiento de nuestro redentor. Cuyos edificios y murallas vinieron a tanta suntuosidad que en aquel tiempo ningunos había tales en España, como dice Florián de Ocampo y se ve en Estrabón y Polibio. Tiénese por averiguado que su principal intención de este Capitán en labrar cosa tan suntuosa fue que los Cartagineses del ejército, cuando la poblasen, perdiesen el deseo de Cartago la mayor y la hiciesen acá fundamento de Señoría con cualesquier otras competidoras, desde la cual entendió mostrar que bastaba su poder a levantar y hacer ciudades donde mandase tan excelentes y poderosos como la misma Cartago que tenían ellos. Esta fundación es certísima, pero algunos autores le dan mucha mas antigüedad diciendo, que Testa Rey de España hizo sus cimientos y principios conformados de una gran ciudad, año mil cuatrocientos doce ante el nacimiento de Cristo y que de su nombre la llamó Contesta , de donde la Provincia se vino a decir Contestania y que después Teucro uno de los Príncipes Griegos que conquistaron a Troya (reinando en España Gargoris) trajo consigo gente Griega, con que primeramente desembarcó sobre las riberas de nuestro mar Mediterráneo, en el sitio natural donde ahora es Cartagena, según Iustino y Silio Itálico afirman. Aquí pues, el valeroso Asdrúbal, pareciéndole muy acomodado sitio y animado también con las antiguas reliquias que halló, se determinó de fundar una ciudad cuanto más pomposa le fuese posible.

A pesar de estas referencias legendarias, no existe ninguna constancia arqueológica de asentamientos humanos en la ciudad anteriores al siglo III a. C.

### Primeros poblamientos
Existe constancia arqueológica de la presencia de diferentes especies de homínidos prehistóricos, anteriores al Homo sapiens, en diferentes yacimientos del Campo de Cartagena. Así, los restos humanos más antiguos, posiblemente correspondientes a fósiles de Homo habilis, podrían datarse hace 1.200.000 años, durante el Pleistoceno inferior, en la cueva Victoria. Posteriormente, y en el entorno del puerto de la ciudad, se ha documentado la existencia de restos de actividad del Homo neanderthalensis en la cueva de los Aviones.
Asentamientos correspondientes ya al Homo sapiens se han encontrado en yacimientos como el de Las Amoladeras en La Manga, correspondientes a un poblamiento del final del Neolítico y la Edad del Cobre, mientras que en el entorno del actual núcleo urbano quedó documentada en 2017 la existencia de una industria minero-metalúrgica desde mediados del III milenio a. C., a través del estudio de los sedimentos desechados en el primitivo estero del Almarjal.

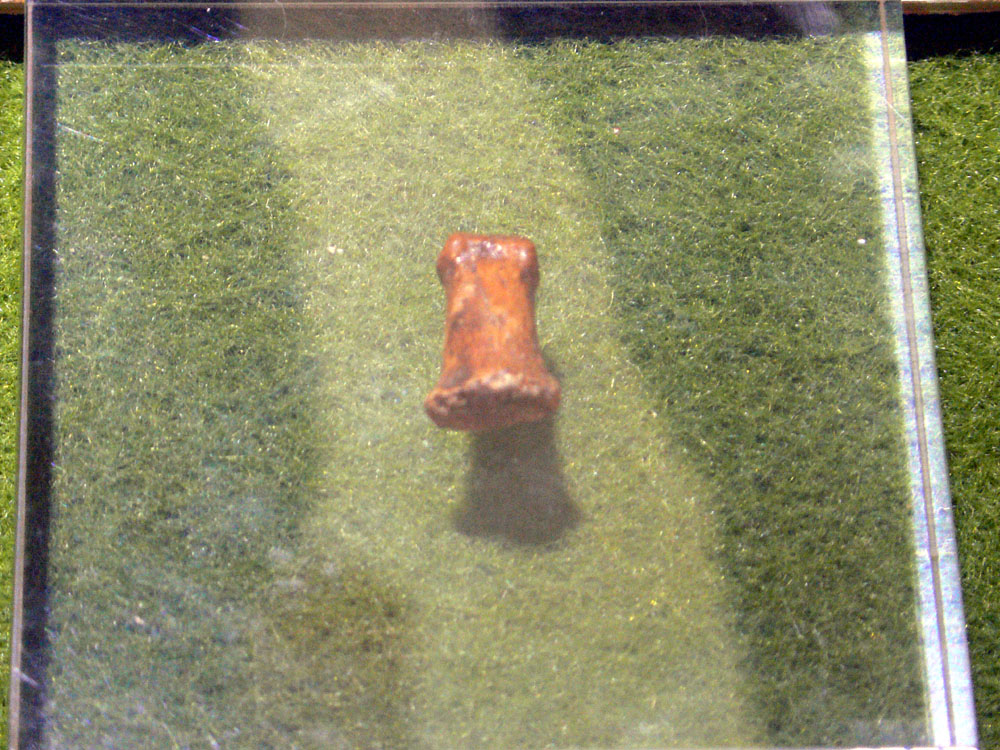
Fósil de falange, posiblemente humana, procedente de Cueva Victoria. Museo Arqueológico Municipal de Cartagena.
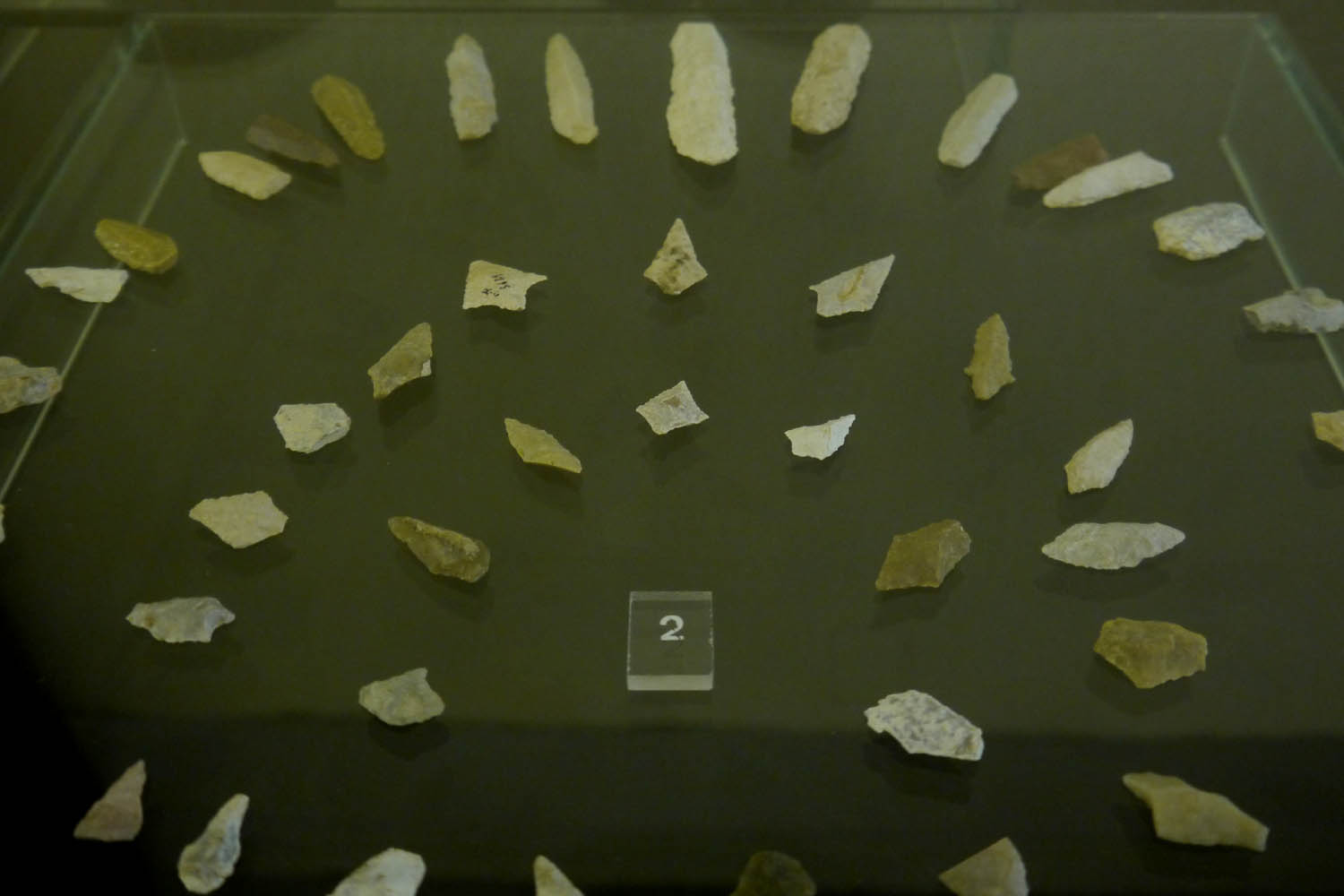
Puntas de flecha neolíticas. Museo Arqueológico Municipal de Cartagena.
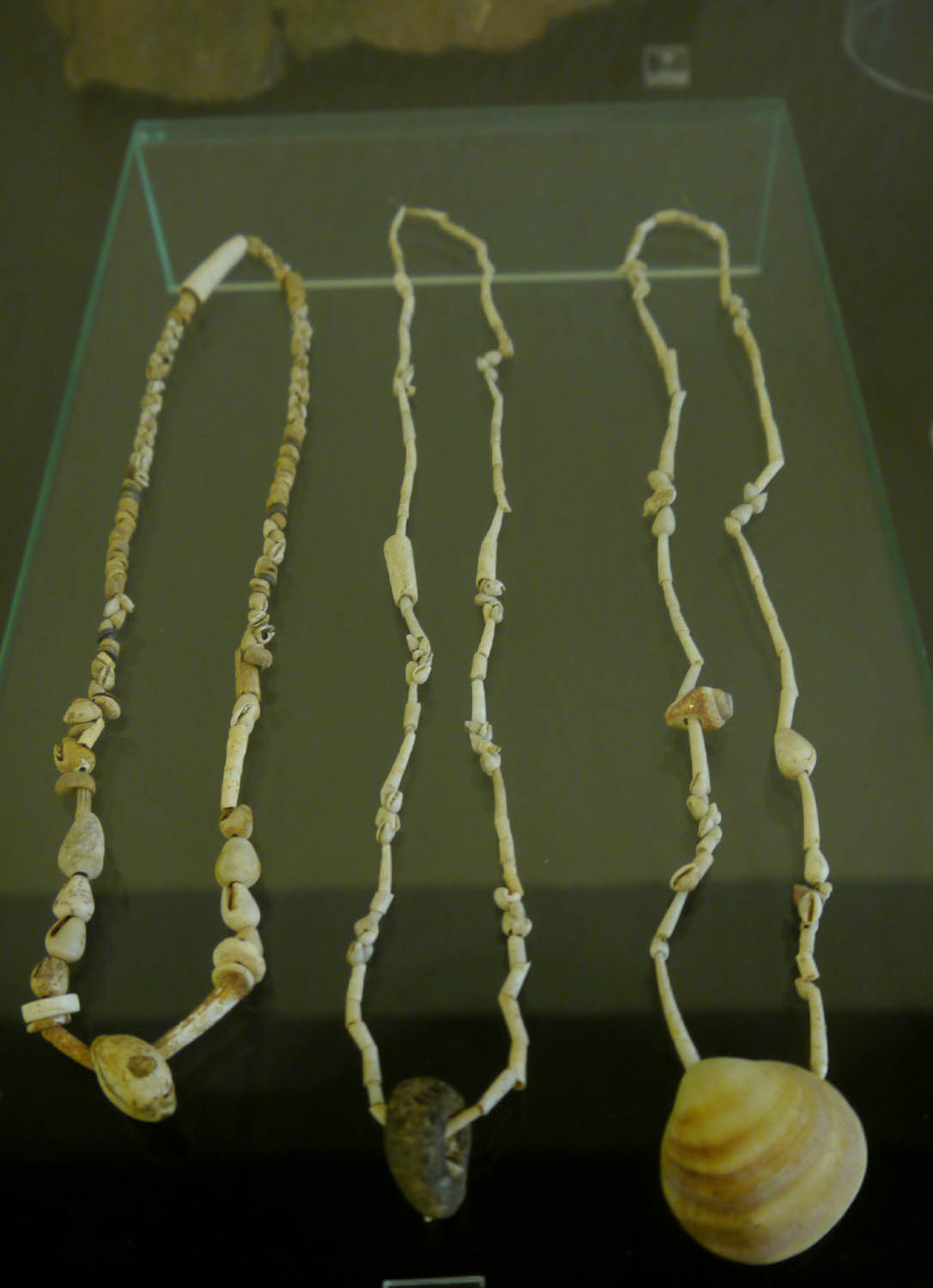
Collares neolíticos. Museo Arqueológico Municipal de Cartagena.

Por toda la costa son también numerosos los restos arqueológicos, como el del poblado ibérico de Los Nietos, así como pecios de barcos fenicios que documentan una intensa actividad industrial y comercial por toda la zona de la sierra minera desde el siglo VII a. C.

### Mastia de los tartesios
Mastia es el nombre de una antigua tribu ibérica, perteneciente a la confederación tartésica, situada en el sureste de España, que tradicionalmente se ha asociado a la ciudad de Cartagena.
La primera descripción de la ciudad de Mastia aparece en la obra titulada Ora maritima, del poeta latino Rufo Festo Avieno sobre fuentes del siglo VI a. C.
No hay pruebas definitivas de que se refiera a la ciudad de Cartagena, aunque por el contexto y el resto de descripciones de accidentes geográficos que anteceden y siguen a estos versos, parece que pueda referirse a esta ciudad. También ha habido estudiosos que han localizado Mastia en algún punto cercano a Mazarrón. 
También hay una referencia a Mastia en el segundo tratado romano-cartaginés del año 348 a. C., como "Μαστια Ταρσειον" (Mastia Tarseia).

## Antigüedad

### Qart Hadasht, ciudad púnica (227-209a.C.)

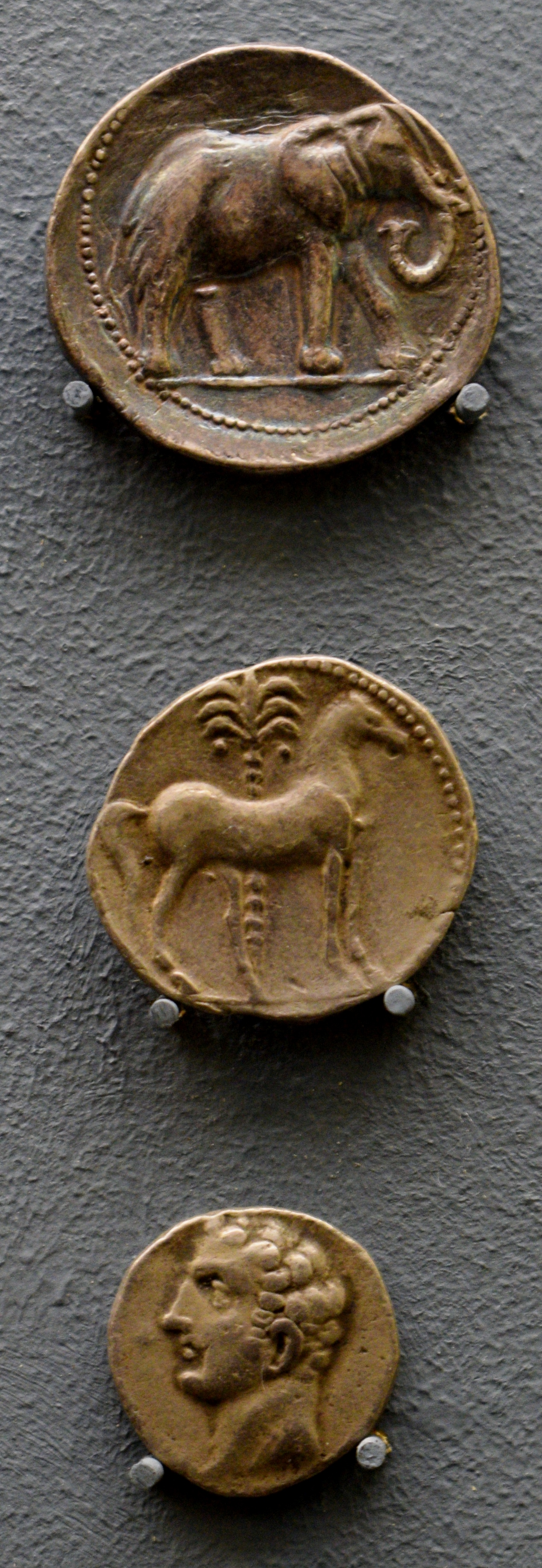
Conjunto de monedas cartaginesas de plata, una de ellas con la probable efigie de Amílcar Barca, acuñadas en Cartagena. Colección del Museo de Albacete.

La primera constancia cierta de la existencia de la ciudad se debe, según los escritores clásicos, a la fundación de la misma alrededor del año 227 a. C. por el general cartaginés Asdrúbal el Bello con el nombre de Qart Hadasht, que la amuralló y la convirtió en la principal base de los cartagineses en España.
Según algunos historiadores, como el conocido arqueólogo alemán Adolf Schulten, el establecimiento de los cartagineses en el sureste de España y la fundación de la ciudad de Qart Hadasht tuvo como objetivo principal el control de la riqueza generada por las minas de plata de Cartagena.

Con la plata de las minas de Cartagena pagaron ellos sus mercenarios, y, cuando por la toma de ésta en 209 a.C. Carthago perdió estos tesoros, Aníbal ya no fue capaz de resistir a los romanos, de manera que la toma de Cartagena decidió también la guerra de Aníbal.
Fontes Hispaniae Antiquae, A. Schulten

Con la plata extraída de estas minas se habría producido muy probablemente la acuñación en la ciudad de una conocida serie de monedas carthaginesas con las efigies de los Bárcidas encontradas en Mazarrón y en otros puntos del Levante en el siglo XIX.
De Qart Hadasht partió Aníbal en su célebre expedición a Italia, que le llevaría a cruzar los Alpes, al comenzar la segunda guerra púnica en el año 218 a. C.

### Carthago Nova, ciudad romana (209a.C.-sigloVId.C.)

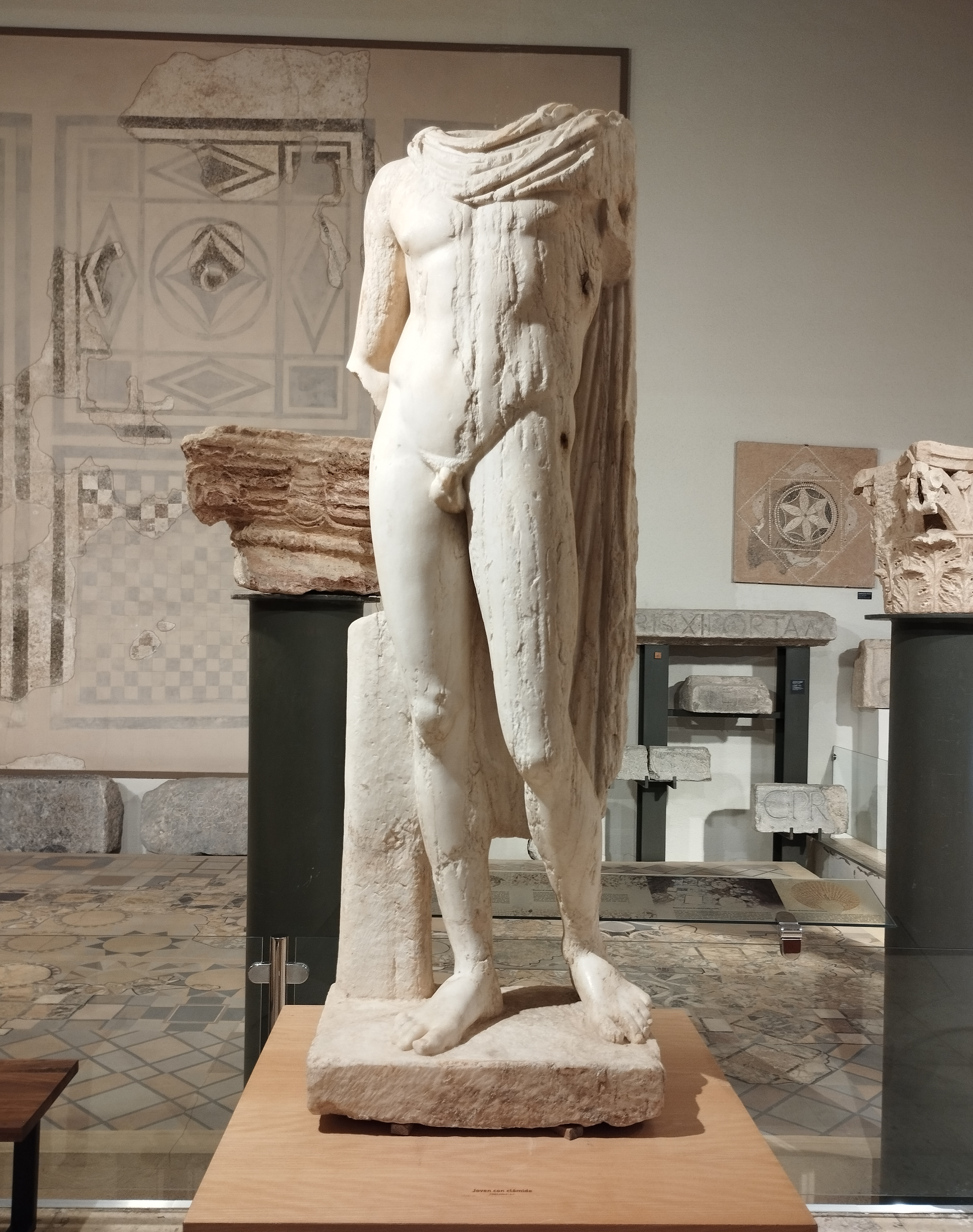
Joven con clámide, escultura procedente del foro romano. Museo Arq.de Cartagena.

El general romano Escipión el Africano tomó Cartagena en el año 209 a. C., siendo posesión romana desde entonces con el nombre de Carthago Nova. 
Carthago Nova fue incluida administrativamente dentro de la Hispania Citerior con capital en Tarraco (Tarragona) con rango de municipium convirtiéndose una de las ciudades romanas más importantes de Hispania.
Durante el período del Primer Triunvirato, Cneo Pompeyo por medio de sus legados llevó a cabo algunas obras públicas en Cartagena, entre ellas el primer acueducto romano fuera de la península itálica, según sostiene el arqueólogo Sebastián Ramallo. En el contexto de las guerras civiles romanas, Carthago Nova fue escenario de diversos eventos, incluidos dos asedios a manos de Quinto Sertorio (76 a. C.) y Cneo Pompeyo el Joven (46 a. C.), y la otorgación por Julio César en 44 a. C. del título de colonia bajo la denominación de "Colonia Vrbs Iulia Nova Carthago" (C.V.I.N.C), formada por ciudadanos de derecho romano.
El emperador Augusto emprendió un ambicioso plan de romanización y urbanización de la ciudad, dotándola de un esplendoroso teatro, un gran foro con su curia y varios templos.
Durante el gobierno de Tiberio, se creó el conventus iuridicus carthaginense con capital en la ciudad, dentro de la provincia tarraconense. En el año 68, la ciudad adquirió cierto protagonismo cuando fue escenario de la proclamación del gobernador Galba como emperador en oposición a Nerón, y apoyó exitosamente la insurrección con la plata de sus minas.
A partir del siglo II, al igual que muchas otras ciudades de Hispania, se produce un lento declive económico y demográfico en la ciudad que hace que todo el sector oriental de la ciudad quede abandonado, incluyendo el foro construido en época de Augusto, quedando la ciudad reducida al sector que va desde el cerro de la Concepción a El Molinete. Este declive se vio frenado cuando en el año 298, el emperador Diocleciano dividió la Tarraconense en tres provincias, y constituyó la provincia romana Carthaginensis, estableciendo la capital en la ciudad de Cartagena.
Hacia el 425, la ciudad fue asolada y saqueada por los vándalos antes de pasar éstos a África.
La ciudad debió reponerse del ataque vándalo de alguna manera, pues en 461, el emperador Mayoriano reunió en la ciudad una flota de 45 barcos con la intención de invadir y recuperar para el imperio el Reino vándalo del norte de África. La batalla de Cartagena se saldó con una gran derrota de la armada romana que fue totalmente destruida.

## Edad Media

### Carthago Spartaria (sigloVI-622)

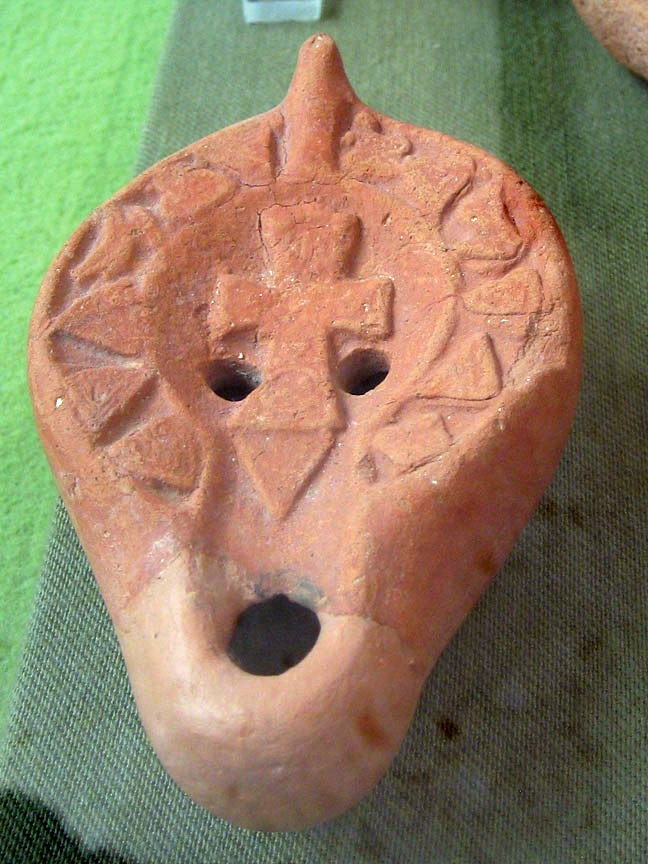
Lucerna bizantina. Museo Arqueológico de Cartagena.

Tras la caída del Imperio de Occidente y el establecimiento de los reinos germánicos en España, hacia el 550, Cartagena fue conquistada por el emperador bizantino Justiniano I y renombrada como Carthago Spartaria. El hecho de haber sido capital de una provincia romana anteriormente, el ser destruida por Suintila en 624, la envergadura de las reformas en sus defensas y la importancia de su obispo Liciniano, según Pablo Fuentes Hinojo «inducen a considerarla como capital de la provincia de Spania». Durante la dominación bizantina, la diócesis Carthaginensis, que era sede metropolitana, perdió esta condición por decreto del rey visigodo Gundemaro, que trasladó la sede a Toledo.
Hacia el 622, los visigodos, dirigidos por el rey Suintila, tomaron y, según cuenta San Isidoro, destruyeron y asolaron por completo la ciudad, causándole una profunda decadencia. 

Hoy día, de la ciudad, destruida por los godos, apenas quedan sus ruinas.
Etimologías

Sin embargo, este comentario quizás pecó de exagerado, ya que en 675, Múnulo, obispo de Cartagena, aparece firmando un acta del XI Concilio de Toledo, lo que demuestra que en ese momento había un obispo con su sede en la ciudad.

### Qartayannat al-Halfa (711-1245)

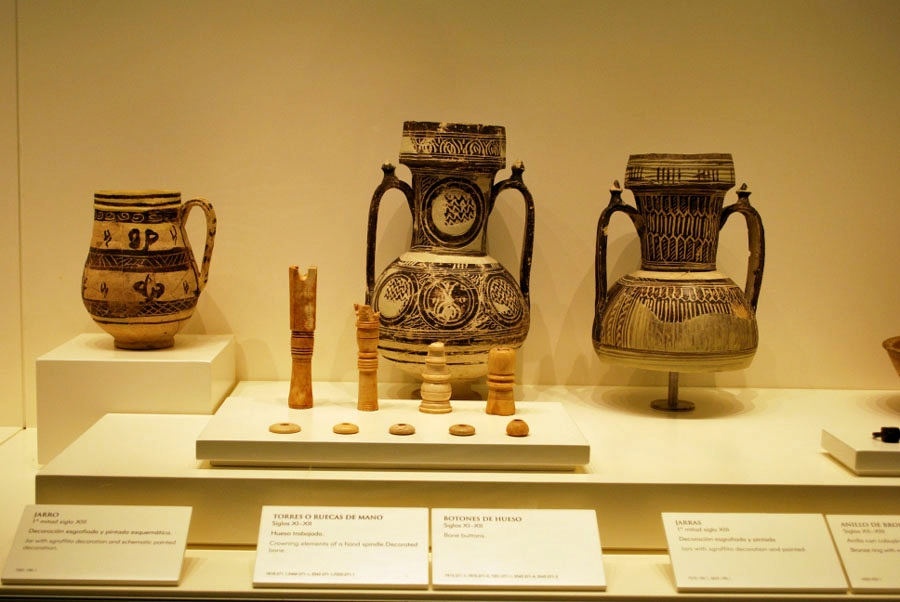
Cerámica islámica (s. XI-XII) encontrada en las excavaciones del teatro romano. Museo del Teatro Romano.

Durante mucho tiempo, se había pensado que durante el periodo andalusí, la ciudad había quedado reducida a una minúscula aldea de pescadores. Sin embargo, numerosas referencias literarias en fuentes árabes y las últimas excavaciones arqueológicas están cambiando esta visión sobre la Cartagena árabe. 
Parece que a partir del siglo X, Cartagena experimentó una lenta recuperación y contó con una mezquita y una alcazaba fortificada sobre el actual cerro de la Concepción. Restos de viviendas musulmanas del siglo XII aparecieron en las excavaciones del teatro romano, y diversos enterramientos islámicos se han encontrado en las actuales calles Cuatro Santos y Jara.
En 1211 nació en Cartagena el poeta Hazim al-Qartayanni (1211-1284), autor de la Qasida al-Maqsura, obra magna de la poesía arábigo-andalusí.

### La Baja Edad Media (1245-1516)
En 1245, reinando Fernando III el Santo, su hijo, el príncipe Alfonso reconquista la ciudad, después de un duro asedio. En 1250, el papa comunica al rey la restauración de la diócesis de Cartagena y nombra obispo al franciscano Fray Pedro Gallego, confesor del propio Príncipe Alfonso. No queda claro si se llegó a iniciar la construcción de la Catedral de Cartagena, ya que existen dudas de que este templo fuera concebido como sede catedralicia de la diócesis.
Hacia 1270, el ya rey Alfonso X el Sabio crea la Orden de Santa María de España, estableciendo su sede principal en Cartagena,  y poniéndola bajo el patrocinio de una imagen medieval, la Virgen del Rosell, antigua patrona de Cartagena. 
El rey Alfonso X manda construir sobre la primitiva alcazaba musulmana el castillo de la Concepción, obra que guarda muchas similitudes con el castillo de Lorca y con el que comparte marcas de cantero. 
Sin embargo, durante el episcopado de García Martínez, el segundo obispo de la diócesis, este decide, con el consentimiento del rey Sancho IV, trasladar la sede episcopal y el cabildo a Murcia. Este traslado se vio oficializado sin la conformidad del Papa Nicolás IV el 22 de marzo de 1291, pero manteniendo el nombre de la diócesis como Carthaginense.

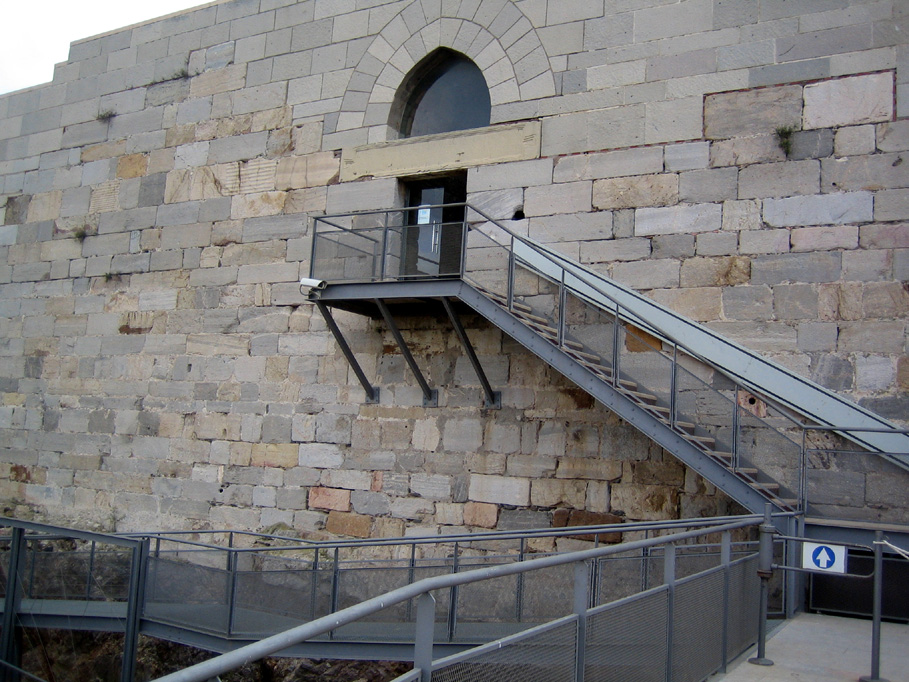
Entrada al castillo de la Concepción..
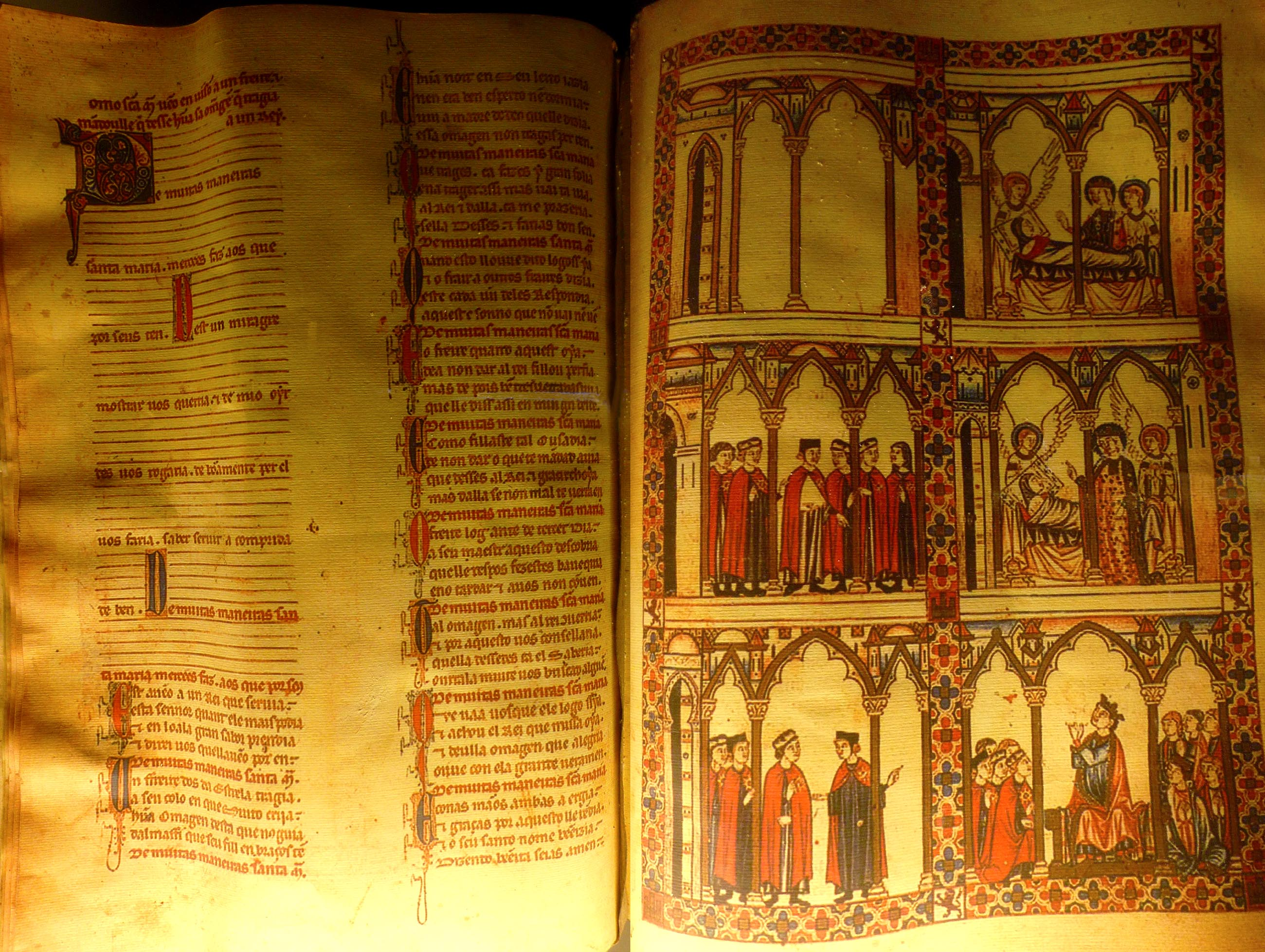
Facsímil de la Cantiga 78 del Códice de Florencia donde se representa a la Orden de Santa María de España.
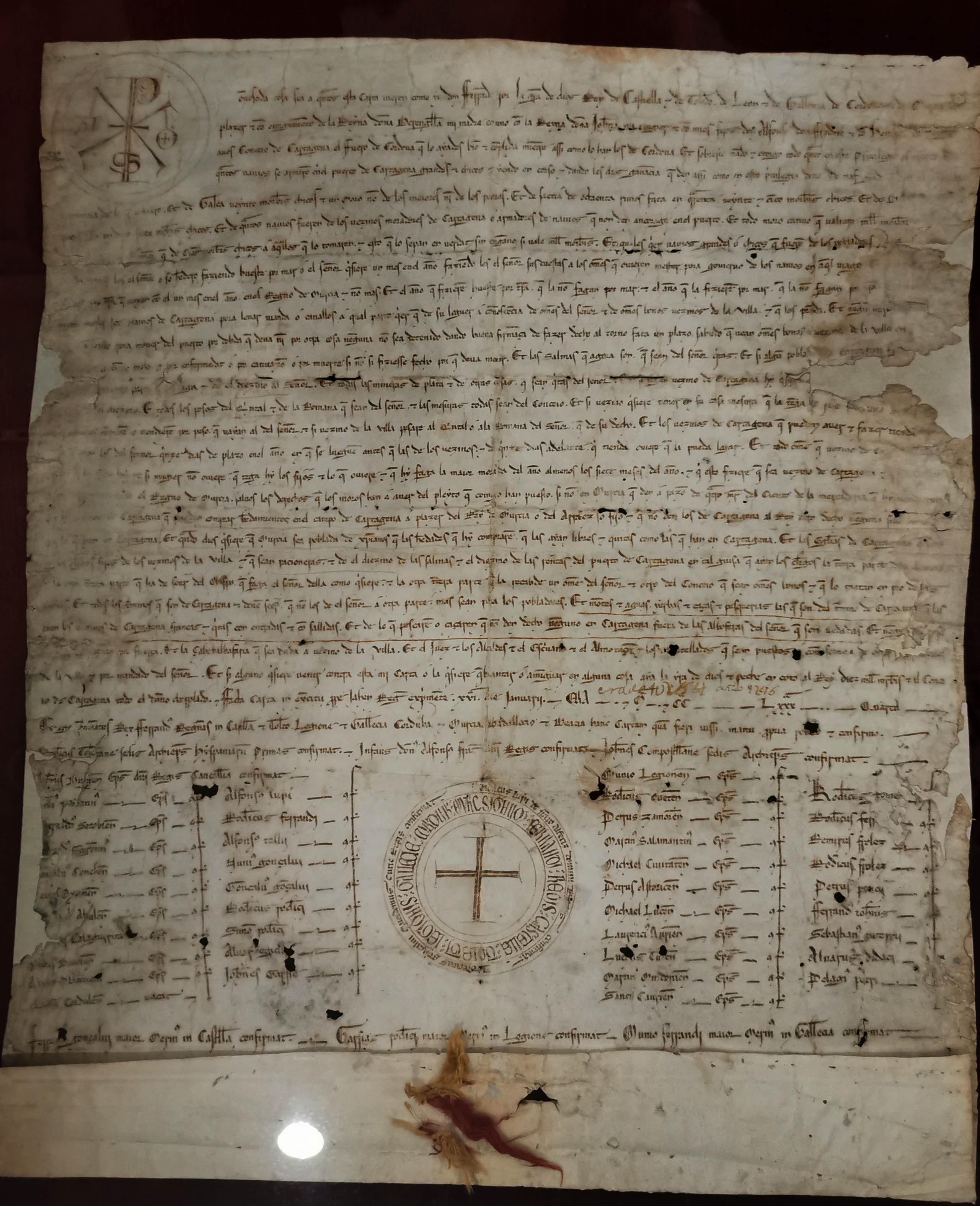
Fuero de Córdoba concedido a la ciudad de Cartagena por Alfonso X el sabio de Castilla en 1246.

En 1296, la ciudad pasaría a la Corona de Aragón, legitimada la posesión por la Sentencia Arbitral de Torrellas, pero el Tratado de Elche de 1305 la devolvería a la Corona de Castilla.
Durante el siglo XIV, el rey Pedro I de Castilla emprende la política de refortificar la ciudad con el fin de convertirla en puerto pricincipal de la corona, continuando las obras en el castillo de la Concepción. A pesar de estas obras, el castillo siguió sin acabarse. Cartagena se convirtió en un importante puerto comercial en el que se instalaron comerciantes de varias naciones, especialmente genoveses.
El asesinato del rey Pedro I inicia en Castilla la dinastía de los Trastámara, cuyos reinados se caracterizaron por las continuas concesiones a la nobleza. En este sentido, en 1464 el rey Enrique IV concede a don Pedro Fajardo y Quesada el señorío de la ciudad de Cartagena con su castillo y los derechos de jurisdicción y cobro de tributos.
Esta situación se mantiene hasta los Reyes Católicos. En 1503, la reina Isabel ordena la restitución de la ciudad de Cartagena con todos sus derechos a la corona,  entregando como compensación a Pedro Fajardo y Chacón el dominio de las ciudades de Vélez-Rubio, Vélez-Blanco y Cuevas del Almanzora y concediéndole el título de marqués de los Vélez.
A principios del siglo XVI se empieza a propagar un fenómeno que durante varios siglos amenazaría la seguridad de los pobladores de Cartagena y su término municipal: la piratería berberisca, al amparo de las autoridades otomanas del norte de África. Efectivamente, en 1502 se produce un primer desembarco en la costa cartagenera, en las Algamecas, que fue detenido por el alcaide del castillo de la Concepción en la rambla de Benipila, en las proximidades de la misma ciudad. En respuesta a esta situación serían erigidas décadas más tarde una serie de torres de vigilancia costera a lo largo del territorio litorial, a fin de prevenir estas incursiones.

## Edad Moderna

### Los Austrias (1516-1700)

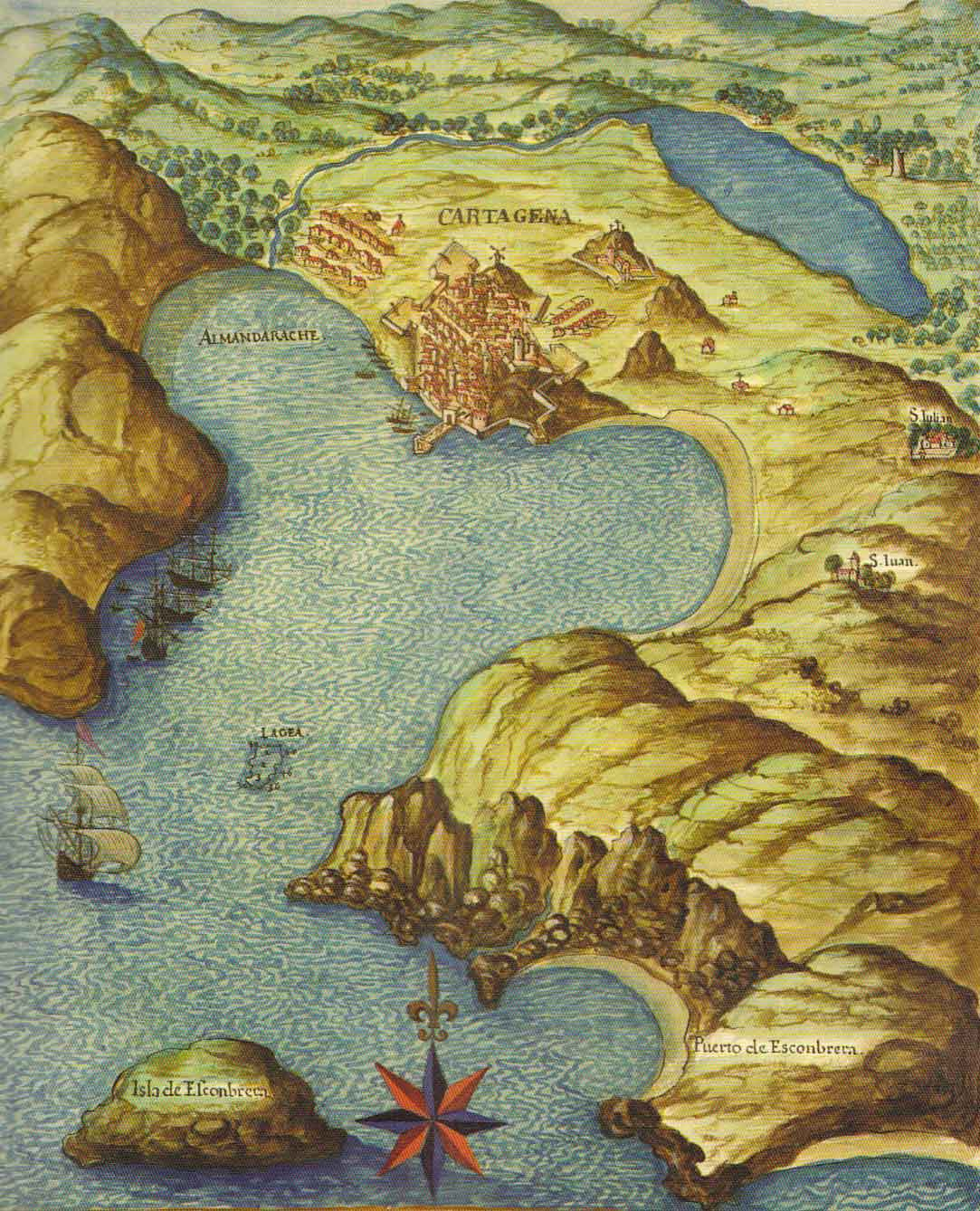
Plano de la ciudad en 1634, por el cartógrafo Pedro Teixeira.

Durante los siglos XVI y XVII, la ciudad prosigue una lenta recuperación demográfica, gracias por un lado al comercio marítimo y por otro al interés de la Corona en potenciar su puerto como base militar. Sin embargo, el crecimiento poblacional se vio bruscamente alterado en varias ocasiones debido al brote de varias epidemias de peste bubónica que asolaron virulentamente la ciudad, siendo especialmente grave la de 1648, en la que murieron alrededor de 14 000 personas en tres meses. Con todo, y pese al azote de otra plaga en 1676, a finales de siglo el número de habitantes se contaba en una cifra superior a los 10 000.
El puerto de Cartagena se convirtió en principal base militar de la política mediterránea de la Monarquía Hispánica con respecto a sus posesiones en Italia y de contención del poderío turco y berberisco.
En 1509, su puerto sirvió de base de la que partieron las tropas del cardenal Cisneros para la conquista de Orán, y en 1516 para la toma de Argel. Ese mismo año, los genoveses atacaron a la armada castellana anclada en el puerto y bombardearon las murallas y las instalaciones portuarias, como castigo a la protección que se le había dado a un corsario en Málaga.
Durante el reinado de Carlos I se convirtió en base de las galeras de España, hecho que hizo que se concentrara una gran población de galeotes en la ciudad. En 1561, el ii marqués de los Vélez rechazó un ataque del corsario otomano Uluj Alí contra la ciudad en la batalla de Santa Mónica.
Felipe II ordenó fortificar la ciudad que estaba desguarnecida al duque Vespasiano I Gonzaga, el cual realizó unas obras de muy deficiente factura y aprovechó para llevarse numerosas esculturas romanas que aparecieron durante las obras. También se construyeron numerosas torres vigía, como la de La Azohía, por toda la costa para avisar del peligro de ataque de los piratas berberiscos.
Es durante el reinado de Felipe II cuando Miguel de Cervantes visita varias veces la ciudad y le dedica estos versos:

Con esto poco a poco, llegué al puerto
a quien los de Cartago dieron nombre,

cerrado a todos vientos y encurbierto.
A cuyo claro y sin igual renombre
se postran cuantos puertos el mar baña,
descubre el sol y ha navegado el hombre...
Miguel de Cervantes, Viaje del Parnaso.

Durante el siglo XVII, el puerto de Cartagena pierde importancia debido al auge de los puertos atlánticos, en contacto con América.
Una cierta recuperación se da durante el reinado de Carlos II, en el que el centro de la península comienza un lento declive en beneficio de la periferia. El 10 de agosto de 1683 se produjeron disturbios debido a la llegada a Cartagena de un grupo de 500 campesinos armados, que protestaban por la disparidad en el cobro de impuestos en la ciudad y los núcleos rurales.

### Los Borbones (1700-1793)

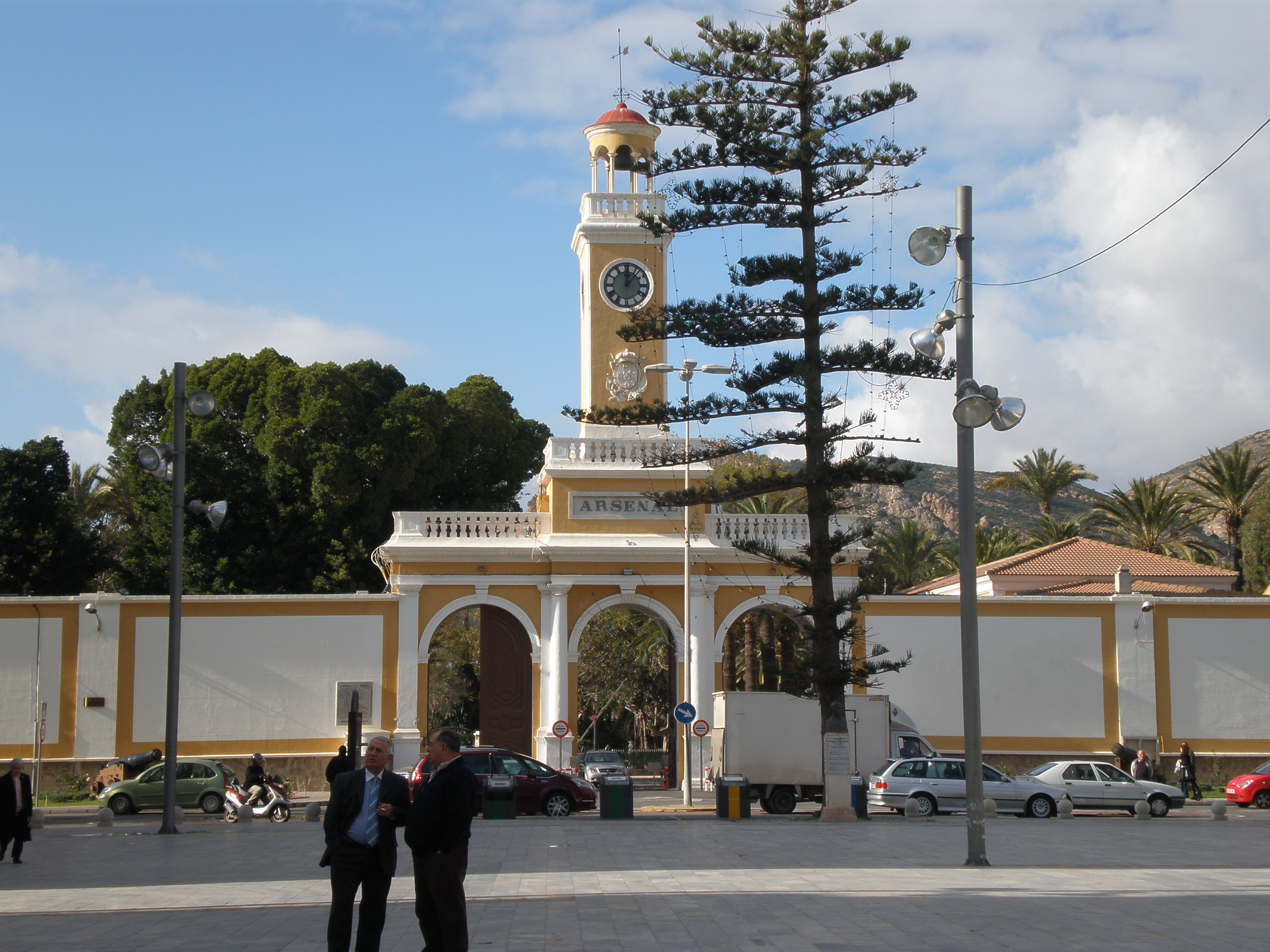
Entrada al Arsenal de Cartagena.

Con la dinastía de los Borbones en el siglo XVIII, Cartagena se convierte en la capital del Departamento Marítimo del Mediterráneo. En 1799 se produjo una trascendente reforma territorial en España, creándose las provincias marítimas. Junto con las de Alicante, Asturias, Cádiz, Málaga y Santander, se creó la de Cartagena, segregándola de la provincia de Murcia y subsistiendo hasta la división territorial de Javier de Burgos en 1833. La de Cartagena fue la única provincia marítima que no se consolidó en dicha reforma, ya que dicha provincia no había sido considerada en ninguno de los proyectos de organización territorial del primer tercio del siglo.
Resulta fundamental para la historia de la ciudad el traslado de las Atarazanas Reales desde Barcelona al Arsenal de Cartagena, un hecho que supuso un significativo despegue en el crecimiento demográfico de la ciudad debido a la gran cantidad de mano de obra que se requería para la construcción naval, mano de obra que se importó fundamentalmente de Andalucía y La Mancha. La explosión demográfica que acontece durante el siglo alcanza su máximo en los últimos años del mismo, quintuplicando la población de inicios de la centuria hasta rebasar los 50.000 habitantes.
Se construyen numerosas obras de carácter militar: los castillos de Galeras, La Atalaya, Moros y San Julián, unas nuevas murallas con tres monumentales puertas (hoy desaparecidas), un gran hospital militar y cuarteles, todas obras de importantes ingenieros militares como Sebastián Feringán o Mateo Vodopich. 
En el marco de las tendencias ilustradas de la época, la ciudad llegó a disponer de un jardín botánico, que sin embargo fue arrasado durante la guerra de la Independencia.

Es indudable que la situación socioeconómica de Cartagena comenzó a diferenciarse claramente del resto de las poblaciones del reino, tomando características de un núcleo casi capitalista cuyas estructuras productivas y políticas feudales lo encorsetaban de manera problemática. En la ciudad se consolidó un nutrido grupo de comerciantes (Valarino, Buitigieg, Castelen, entre otros) atraídos por los abastecimientos, con gran liquidez, y convertidos pronto en prestamistas de la Real Hacienda; estuvo constituido por franceses, italianos, malteses y catalanes que consiguieron realizar una acumulación de capital comercial que estará en disposición de ser utilizada para invertir en tierras durante los periodos desamortizadores que se avecinaban.
Miguel Rodríguez Llopis, Historia general de Murcia.

## Edad Contemporánea

### De la guerra de la Convención a la guerra de la Independencia (1793-1814)
En 1792 fue traslada a Cartagena el grueso de la tropa de Orán tras la venta al Bey de Argel por Carlos IV, dando fin a doscientos cincuenta años de presencia efectiva española en Orán. El cese de la españolidad de Orán supuso la ruptura de los lazos sociales y económicos entre ambas ciudades, y el fin de la ruta comercial del bergantín de Orán. Entrada la Edad Contemporánea y reinando Carlos IV, Cartagena sirvió de base naval en la guerra del Rosellón contra la Convención, institución que detentaba el poder en Francia tras la ejecución del rey Luis XVI en el contexto de la Revolución francesa. Del puerto el 6 de mayo de 1793 partió la escuadra que, al mando del teniente general Francisco de Borja y Poyo, reconquista las islas sardas de Sant'Antioco y San Pietro, devolviéndolas al rey Víctor Amadeo III.
España y Francia firmaron la Paz de Basilea en 1795. Las convulsiones políticas en el país galo dieron al traste con la Convención y su sucesor el Directorio, tomando el poder Napoleón Bonaparte como cónsul de la República. El corso quiso reconstruir la tradicional alianza con los españoles, de modo que firmó con el ministro Godoy diferentes acuerdos por los que se aceptaba la entrada de tropas francesas en España de cara a una invasión de Portugal, aliada de Gran Bretaña. No obstante, los planes del ya emperador Napoleón iban más allá y su ejército tomó importantes posiciones con el objetivo oculto de derrocar a los Borbones y sustituirlos por su hermano José.
El resentimiento de la población y la inestabilidad surgida por las intrigas del príncipe Fernando para arrebatar el trono a su padre llevaron a Napoleón a ordenar a padre e hijo que firmasen las abdicaciones de Bayona en favor del liberal José I. Finalmente estalló en Madrid el levantamiento del 2 de mayo de 1808, duramente reprimido por el general Murat. La noticia rápidamente llegó a Cartagena, donde se produjeron desórdenes que cristalizaron en el linchamiento del capitán general Francisco de Borja bajo la acusación de ser un afrancesado y con la población reclamando a las autoridades del Arsenal Militar que les entregaran cañones. Pronto se organizó en la ciudad la primera Junta Soberana, entrando de esta forma en la Guerra de la Independencia.
La Región de Murcia se alzó en armas contra el invasor francés y se adhirió a la Junta Suprema Central. En cada localidad se formaron milicias urbanas, en un número de nueve compañías en Cartagena, que tuvieron su bautismo de fuego en 1809, cuando se desencadenó una ofensiva de la Grande Armée con el mismo Napoleón a la cabeza. Los veteranos soldados imperiales aplastaron rápidamente la resistencia española y la limitaron a las plazas fuertes. En la Región ocurrió esto mismo, y mientras ciudades como Murcia y Lorca sucumbieron y fueron saqueadas por el general Sebastiani, Cartagena resistió el envite gracias a sus formidables fortificaciones levantadas la centuria anterior y la ayuda británica para la equipación de la Armada. En previsión del asedio, los cartageneros habían talado la Alameda de San Antón y derribado los barrios extramuros de Quitapellejos, San Antonio Abad y Santa Lucía, con la intención que no pudieran servir de cobijo al enemigo. En este tiempo se hizo popular entre los confiados defensores la siguiente tonadilla:

El gallo de Sebastiani
no pisará el Corralón,
que en estas fuertes murallas
se romperá el espolón.

A la situación de guerra se sumaron además epidemias de enfermedades como la fiebre amarilla, que sin embargo no llegó a propagarse tanto como en 1804, cuando la cantidad de pacientes del Hospital de Marina obligó a habilitar el Cuartel de Antigones como sanatorio de urgencia. A causa de su exitosa resistencia, la ciudad acogió en su prisión militar a muchos prisioneros franceses, con la presencia destacada de los generales Franceschi-Delonne y Vonderweidt, quienes murieron durante el cautiverio a causa de los malos tratos de sus carceleros y las pésimas condiciones sanitarias.
El ejército napoleónico no logró traspasar las murallas, y la victoria consolidó a Cartagena como base de aprovisionamiento para las operaciones aliadas en el Levante, comprometiéndose entonces junto a la capital murciana a abastecer a los hombres del general suizo Teodoro Reding. Cuando en 1809 se decretó una leva en todo el Reino de Murcia, la pérdida de mano trabajadora y el aumento de efectivos militares complicó aún más el racionamiento de víveres.
En 1812, paralelamente a la retirada francesa de Andalucía a través de la Región, en Cádiz se promulgaba la primera constitución española. La Pepa fue recibida con manifiesto entusiasmo en Cartagena, mientras que en el resto del territorio se daba una división de opiniones entre absolutistas y liberales.

### sigloXIX

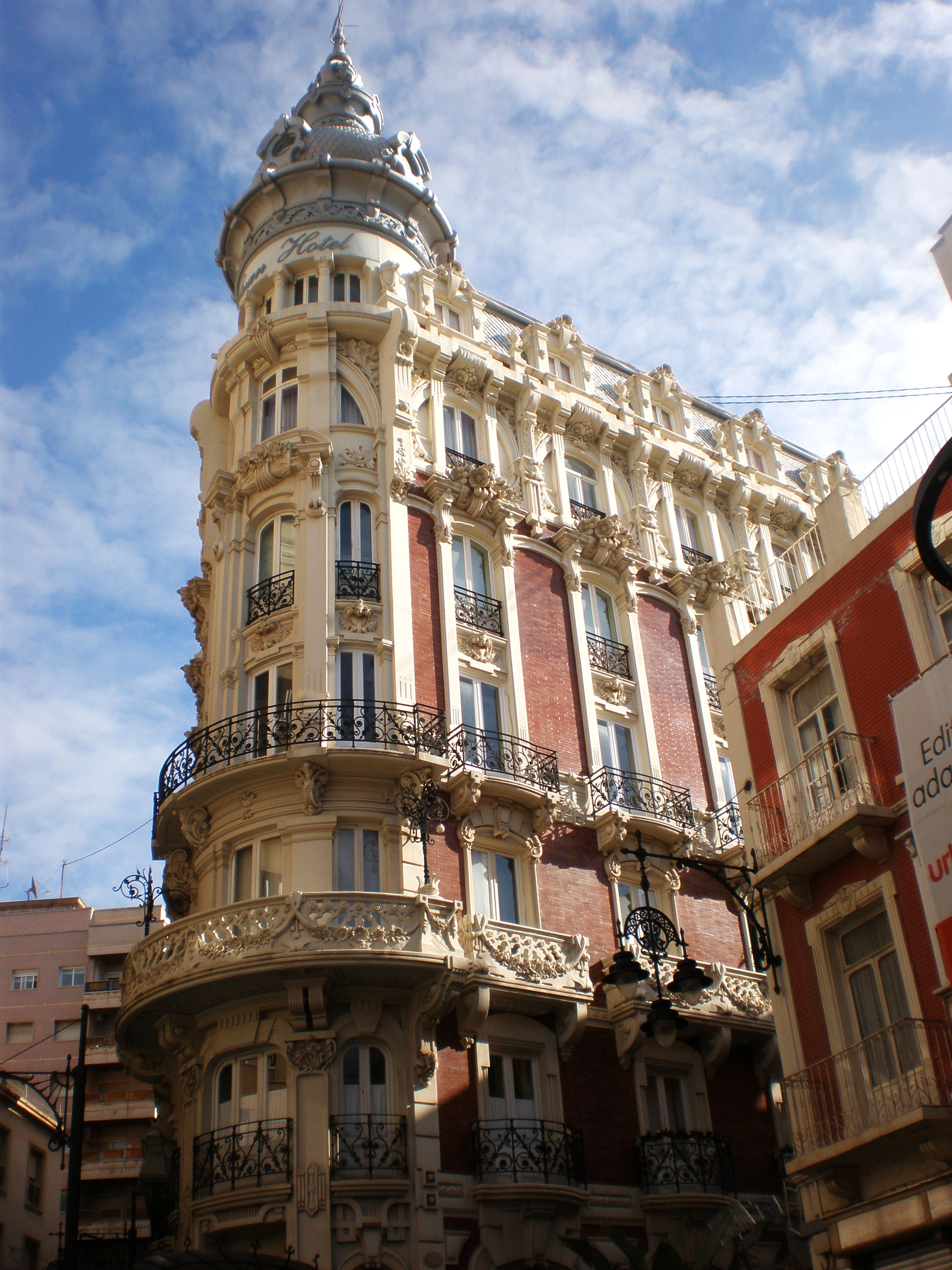
El Gran Hotel, máximo exponente del modernismo en la ciudad.

Mujeres y niños esperando para llenar de agua sus cántaros durante la huelga de aguadores de Cartagena, en el año 1931.

Cartagena permaneció en la retaguardia liberal durante la totalidad de las guerras carlistas, si bien sufrió las consecuencias indirectas del conflicto civil. En 1837, se extendió una epidemia de cólera que tuvo su origen en las pésimas condiciones higiénicas en las que estaban recluidos los prisioneros de guerra carlistas, resolviéndose como única medida de contención trasladar a los presos a otro lugar.
Sin embargo, el acontecimiento más importante de la centuria es la rebelión cantonal, que comenzó el 12 de julio de 1873, en que la ciudad se levantó contra el gobierno central en defensa de las tesis federalistas. El levantamiento de Cartagena tuvo gran relevancia por la importancia militar de la ciudad, que resistió hasta que en enero de 1874 las tropas del general López Domínguez entraron en la ciudad. Durante el asedio incluso se acuñó moneda.
La ciudad resultó casi completamente devastada por el bombardeo de las tropas centralistas. Debido a esta razón, pocas obras se conservan en la ciudad anteriores al siglo XIX.
A finales del XIX, se produce el resurgimiento de las minas de La Unión y comienza un proceso imparable de crecimiento y desarrollo económico basado en la explotación minera, especialmente del plomo, mineral que fue trascendental en la carrera armamentística anterior a la Primera Guerra Mundial. Grandes contingentes de población andaluza acuden a Cartagena y La Unión en busca de trabajo. Al mismo tiempo se producen enormes fortunas concentradas en determinadas familias, propietarias de explotaciones mineras, y que van a provocar el nacimiento de una nueva burguesía que liderará el crecimiento de la ciudad en esta época. La ciudad es reconstruida según los nuevos modelos artísticos modernistas, que proceden fundamentalmente de Cataluña.
Paralelo al proceso de capitalización, la burguesía cartagenera inicia un proceso de industrialización de la ciudad. Se instalan en el barrio de Santa Lucía fábricas de loza y cristal.

### sigloXX
Con el final de la Primera Guerra Mundial, se produce una crisis en la minería de La Unión, debido al freno en la demanda de mineral.
Durante la guerra civil española, Cartagena fue la única base naval que quedó bajo control de la República, y la última ciudad en caer en manos de los sublevados. En este turbulento período la ciudad se vio involucrada en sucesos violentos como el linchamiento de El Chipé, las ejecuciones de los buques España 3 y Sil, los constantes bombardeos aéreos (el más conocido de ellos el «bombardeo de las cuatro horas»), la sublevación de marzo de 1939 o la voladura del Castillo de Olite. Como consecuencia de la insurrección quintacolumnista, la Marina de Guerra republicana fondeada en el puerto se entregó a las autoridades francesas de Túnez, de modo que tuvieron que ser barcos británicos como el Ivanhoe o el Sikh los que llevaran a cabo la evacuación de los refugiados.
El 31 de marzo de 1939, en el marco de la ofensiva final, tenía lugar la ocupación de la ciudad por parte de la 4.ª División de Navarra del general Camilo Alonso Vega. Con su llegada dio inicio la represión franquista, materializada en la constitución de un campo de concentración que operó el Cuartel General Fajardo y los castillos de la Atalaya y San Julián entre abril y noviembre de aquel año, y en la ejecución por fusilamiento de 176 personas desde la ocupación hasta enero de 1945, según el historiador Antonio Martínez Ovejero (2008).
La dictadura de Francisco Franco potenció las industrias energética y de fertilizantes, así como la construcción naval, todas de propiedad estatal y cuya reconversión, en las últimas décadas del siglo, sumieron a la ciudad en una profunda crisis.
En 1943 la diputación provincial elige mayoritariamente a su alcalde Manuel López de Andújar para el cargo de procurador en Cortes en la primera legislatura de las Cortes franquistas, representando a los municipios de esta provincia.

### La Transición y la consolidación de la democracia (1975-2025)
Fallecido el dictador Franco, se inició la transición hacia la democracia. Los últimos alcaldes franquistas, Manuel Antonio García Candela y Bernardo García Pagán, mantuvieron una posición aperturista ante la oposición antifranquista materializada en las asociaciones de vecinos, mientras se producían manifestaciones en reclamo de amnistía, como la que lideraron el 21 de julio de 1976 el comunista Salvador Madrid Cabezos y el socialista Diego Pérez Espejo. En 1979 tuvieron lugar las primeras elecciones municipales desde el restablecimiento de la democracia, dando como resultado la investidura del alcalde socialista Enrique Escudero de Castro, quien tuvo uno de sus primeros retos en la gestión del accidente ferroviario del Barrio Peral. Al año siguiente ocurría en el puerto la repatriación de los restos mortales del rey Alfonso XIII, que a bordo de la fragata Asturias llegaban desde Italia camino de su traslado a la Cripta Real del Monasterio de El Escorial.
El proceso democratizador tuvo su interferencia más notable en el fallido golpe de Estado del 23 de febrero de 1981, cuando el teniente coronel de la Guardia Civil Antonio Tejero asaltó el Congreso de los Diputados en Madrid y el capitán general de la III Región Militar, Jaime Milans del Bosch, desplegó sus efectivos en Valencia. Los mandos de las Fuerzas Armadas en la base de Cartagena, dependientes de la región militar representada por Milans del Bosch, recibieron de este órdenes de secundar el movimiento, manteniéndose a la espera hasta que llegó la noticia del rechazo del rey Juan Carlos I al mismo, momento en que se constató el fracaso de la insurrección. Por parte civil, el alcalde Escudero de Castro acudió junto a concejales y funcionarios municipales al edificio del Ayuntamiento, en previsión de cualquier ocupación castrense.
Desde 1982, Cartagena forma parte de la comunidad autónoma de la Región de Murcia y es sede de la Asamblea Regional. La historia de la ciudad ha continuado sumando nuevos acontecimientos, como el atentado de ETA contra la casa cuartel en 1990 o la quema de la Asamblea en 1992, como culmen de una grave crisis industrial cuya solución ha pasado por la terciarización de la economía de Cartagena. En este sentido, desde la década de 1990 se ha producido una regeneración del centro histórico a través de la documentación, puesta en valor y explotación turística del patrimonio arqueológico y cultural, auspiciada por las movilizaciones ciudadanas. El ejemplo más emblemático de esta política es el teatro romano, excavado desde su descubrimiento fortuito en 1988 e integrado en el museo homónimo en 2008, año que vio también la inauguración en el muelle del Museo Nacional de Arqueología Subacuática.
Como refuerzo a estas actuaciones las administraciones han buscado, en combinación con la sociedad civil, la divulgación de la imagen de Cartagena a través de la obtención para sus festividades del distintivo de Interés Turístico Internacional. El primer reconocimiento llegó en 2005 para la Semana Santa, y le siguió en 2017 el de las fiestas de Carthagineses y Romanos. Estas constituyen un evento de recreación histórica que conmemora la fundación cartaginesa de la ciudad y la segunda guerra púnica, y que se celebra de forma anual desde 1990.
La creación de la Universidad Politécnica en 1998 ha supuesto asimismo un impulso para el rejuvenecimiento de la población y la rehabilitación de edificaciones en desuso. Así, el Hospital de Marina, la Casa de Misericordia y los cuarteles de Instrucción de Marinería y Antigones han pasado a albergar diversas instalaciones de la universidad.

## La historia de Cartagena en las artes

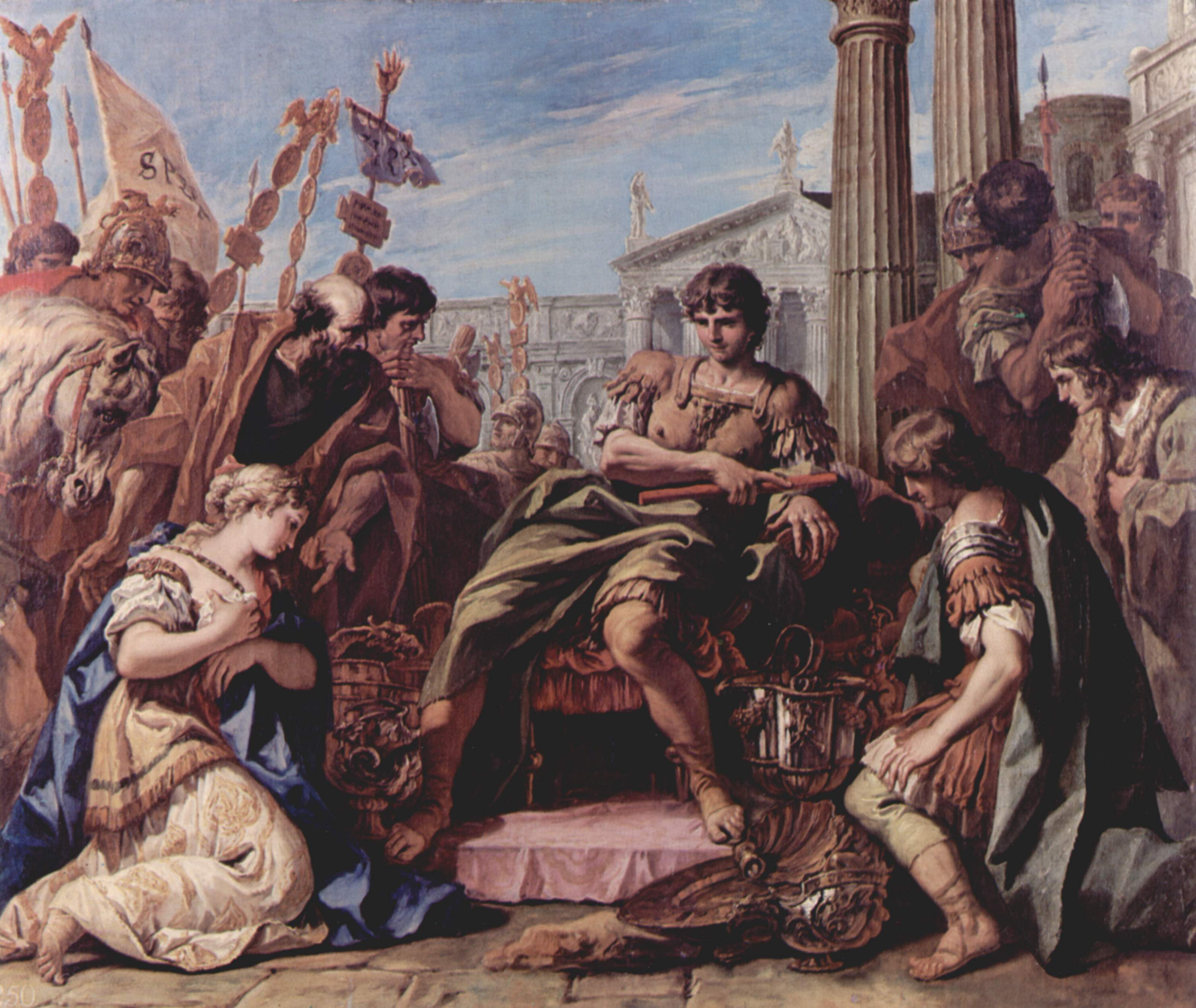
La clemencia de Escipión, de Sebastiano Ricci. Royal Collection de Londres.

La clemencia de Escipión, también llamada La continencia de Escipión es el relato legendario y mitológico de la toma de la ciudad de Cartago Nova por el general romano Escipión el Africano, narrado por los historiadores Polibio y Tito Livio, y que se convirtió en uno de los temas preferidos de la poesía, la literatura, la escultura y la ópera de tema histórico del Renacimiento y el Barroco.
Existen al menos 19 óperas que narran la toma de Carthago Nova por Escipión, algunas de autores tan destacados como Händel, Johann Christian Bach, Baldassare Galuppi, Antonio Caldara, Albinoni o Francesco Cavalli.
En pintura destacan los cuadros de este asunto de Pinturicchio, Anton van Dyck, Nicolas Poussin y Tiepolo entre otros.